# Doliocarpus verruculosus
Doliocarpus verruculosus är en tvåhjärtbladig växtart som beskrevs av Kubnzki. Doliocarpus verruculosus ingår i släktet Doliocarpus och familjen Dilleniaceae. Inga underarter finns listade i Catalogue of Life.